# Канн, Эйдриан
Эйдриан Канн (англ. Adrian Cann; род. 19 сентября 1980[…], Торнхилл, Онтарио) — канадский футболист, защитник клуба «Сербиан Уайт Иглз».

## Карьера

### Клубная карьера
Будучи студентом Луисвиллского университета, в 2000—2003 годах играл за университетскую футбольную команду «Луисвилл Кардиналс».
16 января 2004 года на Супердрафте MLS Канн был выбран во втором раунде под общим 16-м номером клубом «Колорадо Рэпидз». Клуб подписал с ним контракт 23 марта 2004 года. Канн сыграл 11 минут за «Рэпидз», прежде чем 29 июня 2004 года клуб отчислил его, чтобы уложиться в лимит на легионеров.
В 2004—2005 годах выступал за клуб «Монреаль Импакт», сыграв 7 игр за сезон 2004 и 15 игр за сезон 2005.
23 марта 2006 года Канн подписал контракт с клубом «Ванкувер Уайткэпс». В сезоне 2006 вместе с клубом стал чемпионом Первого дивизиона ЮСЛ. Перед сезоном 2007 перезаключил контракт с «Уайткэпс». 19 мая 2007 года в матче против «Калифорния Виктори» забил свой первый гол в профессиональной карьере. По итогам сезона 2007 был назван лучшим защитником клуба. 11 марта 2008 года подписал с «Уайткэпс» новый однолетний контракт с опцией продления. Перед началом сезона 2008 был назначен капитаном команды.
29 июня 2008 года Канн перешёл в датский клуб «Эсбьерг», подписав четырёхлетний контракт. В начале 2010 года покинул «Эсбьерг».
12 апреля 2010 года Канн вернулся в MLS, подписав контракт с клубом «Торонто». Дебютировал за «Торонто» 15 апреля 2010 года в матче против «Филадельфии Юнион». По итогам сезона 2010 был назван самым ценным игроком клуба. На тренировке 31 мая 2011 года порвал переднюю крестообразную связку колена, из-за чего пропустил оставшуюся часть сезона 2011. Вернулся после травмы 14 апреля 2012 года в матче против «Чивас США». По окончании сезона 2012 «Торонто» отклонил опцию продления контракта с Канном. Он был доступен на Драфте возвращений MLS 2012, но остался невыбранным.
21 января 2014 года Канн подписал контракт с клубом Североамериканской футбольной лиги «Сан-Антонио Скорпионс». 1 ноября 2014 года в матче против «Нью-Йорк Космос» забил гол, принесший «Сан-Антонио Скорпионс» победу в регулярном чемпионате осенней части сезона, за что был назван игроком недели в Североамериканской футбольной лиге. Вместе с клубом стал чемпионом NASL сезона 2014. 30 апреля 2015 года перезаключил контракт с «Сан-Антонио Скорпионс».

### Международная карьера
За сборную Канады Канн дебютировал 30 января 2008 года в товарищеском матче со сборной Мартиники. Принял участие в Золотом кубке КОНКАКАФ 2009.

## Достижения
Командные
 «Монреаль Импакт»
- Чемпион Эй-лиги[англ.]: 2004
- Победитель регулярного чемпионата Первого дивизиона ЮСЛ[англ.]: 2005

 «Ванкувер Уайткэпс»
- Чемпион Первого дивизиона ЮСЛ[англ.]: 2006

 «Торонто»
- Победитель Первенства Канады: 2010, 2011, 2012

 «Сан-Антонио Скорпионс»
- Чемпион Североамериканской футбольной лиги: 2014